# Ricardo Adé
Ricardo Adé Kat (ur. 21 maja 1990 w Saint-Marc) – haitański piłkarz występujący na pozycji środkowego obrońcy. Zawodnik ekwadorskiego klubu LDU Quito.

## Kariera reprezentacyjna
W reprezentacji Haiti Adé zadebiutował w 2016 roku.